# Georges Trouillot
Pour les articles homonymes, voir Trouillot.
Georges Trouillot, né à Champagnole (Jura) le 7 mai 1851 et mort à Paris le 20 novembre 1916, est un homme politique français.

## Biographie

### Parcours politique
Député (Union progressiste et Gauche radicale) du Jura de 1889 à 1906, il est en 1901 le rapporteur de projets de loi contre les congrégations religieuses catholiques, qu'il justifie en disant : « Je dis, et tous les faits le démontrent, que par leur nombre, par leur richesse, par le développement de leurs enseignements, par la presse, par le commerce, par la variété de leurs moyens d'action sur l'État, ils [les prêtres et religieux catholiques] ont créé un péril qui appelle aujourd'hui, par un devoir absolu, l'attention plus vigilante que jamais, du Parlement et des pouvoirs publics. Je dis, à moins d'admettre que le danger n'existe qu'au moment où il éclate et qu'on laisse l'explosion seule annoncer la catastrophe, que nous devons y veiller dès maintenant, pour l'honneur du pays de la Révolution française et pour la sûreté des libertés publiques. »

## Vie privée
Il est enterré à Plainoiseau, dans le Jura.

## Détail des mandats et fonctions
- Sénateur du Jura de 1906 à 1916
- Ministre des Colonies du 28 juin au 1er novembre 1898 dans le gouvernement Henri Brisson (2)
- Ministre du Commerce, de l'Industrie, des Postes et Télégraphes du 7 juin 1902 au 18 janvier 1905 dans le gouvernement Émile Combes
- Ministre du Commerce, de l'Industrie, des Postes et Télégraphes du 12 novembre 1905 au 14 mars 1906 dans les gouvernements Maurice Rouvier (2) et Maurice Rouvier (3)
- Ministre des Colonies du 24 juillet 1909 au 3 novembre 1910 dans le gouvernement Aristide Briand (1)